# Zaum
Zaum (em russo: заумь u заумный язык), ou Linguagem transmental é um conceito utilizado para designar os experimentos linguísticos do simbolismo fonético na criação de línguas artísticas, realizados por alguns poetas futuristas russos, entre os quais Velimir Khlébnikov e Aleksei Krutchionikh. A palavra "zaum" está composta pelo prefixo за (além, por trás) e a palavra ум (mente, conhecimento). O Zaum pode ser definido como uma linguagem poética experimental caraterizada pela sua indeterminação no significado. 
Os exemplos mais salientáveis de zaum foram o poema de Krutchionikh intitulado Дыр бул щыл (Dir bul shchil) e o livreto da ópera Vitória sobre o sol, ou as autodenominadas linguagem dos pássaros, linguagem dos deuses e linguagem das estrelas desenhados por Khlebnikov. Esta iniciativa poética é comparável aos usos linguísticos contemporâneos do dadaísmo, mas a teorização linguística que há por trás do zaum deve-se inteiramente a um intento sério de recupear o simbolismo dos sons num exercício de glotogonia. 
Nos últimos anos, o poeta de vanguarda Sergei Biriukov fundou a asociação de poetas "Academia do Zaum" em Tambov, e entre os principais utilizadores estão também Sergei Segai e Rea Nikonova. As atividades zaum incluíram performances públicas, demostrações e publicações. O movimento influenciou também poéticas posteriores, incluindo o Surrealismo, o Novo realismo, a Pop art e fluxus.